# Marc James Roels
Pour les articles homonymes, voir Roels.
Marc James Roels, né en 1978 à Johannesburg, est un réalisateur de cinéma d'animation qui vit en Belgique.
Après des études d'animation à l'Académie royale des beaux-arts de Gand, il réalise des courts-métrages d'animation en collaboration avec sa compagne Emma de Swaef, ainsi que des courts-métrages classiques. 

## Filmographie
- Mompelaar, 2007
- A Gentle Creature, 2009
- Oh Willy (avec Emma de Swaef), 2011
- Fight  (avec Emma de Swaef), 2013
- Ce magnifique gâteau ! (avec Emma de Swaef), 2018
- La Maison (avec Emma de Swaef), 2022. Réalisé par Paloma Baeza, Emma De Swaef, Niki Lindroth von Bahr

## Récompenses
Mompelaar a remporté le prix spécial du jury du Festival international du court-métrage de Clermont-Ferrand (2008).
Oh Willy a remporté plusieurs prix dans des festivals internationaux: Les Sommets du cinéma d'animation 2012, Festival international du film de Chicago 2012, Festival du film de Glasgow 2013, Festival du film Nuits noires de Tallinn 2012, Grand Prix du Festival Silhouette de Paris 2012, Cartoon d’Or 2012, Prix du jury du Festival international du court-métrage de Bruxelles 2012, Prix du public de l'Animafest Zagreb 2012, Grand prix du Holland Animation Film Festival à Utrecht 2012, Festival de Cine de Alcalá de Henares, 2012. Il a aussi été nommé aux César du cinéma en 2013.